# ユーリ・ペン

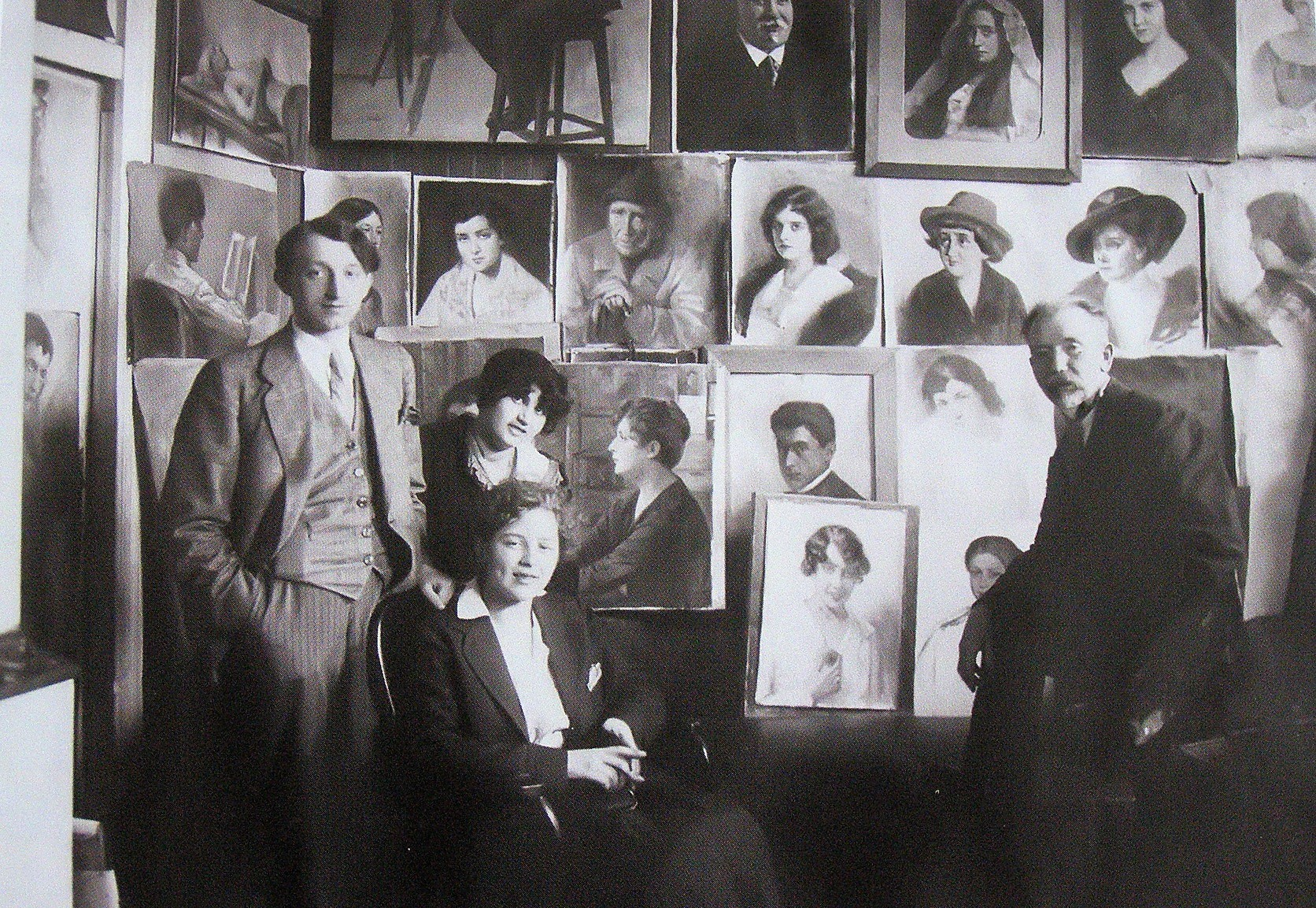
1920年代半ばのユーリ・ペンと学生たち

ユーリ・ペン（Yury Pen）として知られる、イェフダ・“ユーリ”・ペン（Yehuda "Yuri" Pen、 ヘブライ語: בוריס שץיודל פּען 、リトアニア語表記: Jehuda Penas、1854年6月5日 - 1937年3月1日）は、リトアニア生まれのユダヤ人画家である。ヴィーツェプスク（現ベラルーシ）で美術教師として働き、マルク・シャガールらを教えた。Yudel Penや Yehuda Penとも呼ばれる。

## 略歴
現在のリトアニア、ウテナ郡のザラサイ（Zarasai）で生まれた。絵の素質を早くから見出さられ、1867年に現在のラトビアのダウガフピルスの画家に弟子入りした。1879年に美術アカデミーで学ぶためにサンクトペテルブルクに移るが、ロシア語の能力が不足していたため、2年間の私立の美術学校で学んだ後、1882年に帝国美術アカデミーに入学し、パヴェル・チスチャコフに学んだ。1886年に卒業し、ザラサイに戻るが、仕事を見つけることができず、リガに移った。リガのコルフ男爵（Baron Korff）の支援を受けるようになった。
1890年にベラルーシのヴィーツェプスクにイリヤ・レーピンを訪れ、1896年に知事の招きで、ベラルーシで最初の私立美術学校であるユダヤ美術学校を開校した。ユーリ・ペンの学生には、イリヤ・マセル（Ilja Masel）、イェフィム・ミニン（Jefim Minin）、オスカー・メチャニノフ（Oskar Meschtschaninow）、マルク・シャガール、オシップ・ザッキン、エル・リシツキー、イリヤ・チャシュニクらがいた。生徒たちとしばしば東欧の小規模のユダヤ人コミュニティー（シュテットル）の貧しいユダヤ人たちの生活を描いた。
1899年にヴィーツェプスクで個展を開き、1908年にサンクトペテルブルクで展覧会を開催した。ペンはサンクトペテルブルクで芸術家組合に入会した。ロシア革命後も、芸術家および美術教師として尊敬された。
1937年2月28日から3月1日の夜の間にヴィーツェプスクの自宅で殺害されたのが発見されたが、犯行の背景は不明であった。没後、ヴィーツェプスクに彼の作品を展示する美術館が設立された。ヴィーツェプスク美術館とベラルーシ国立美術館に作品は所蔵されている。

## 作品

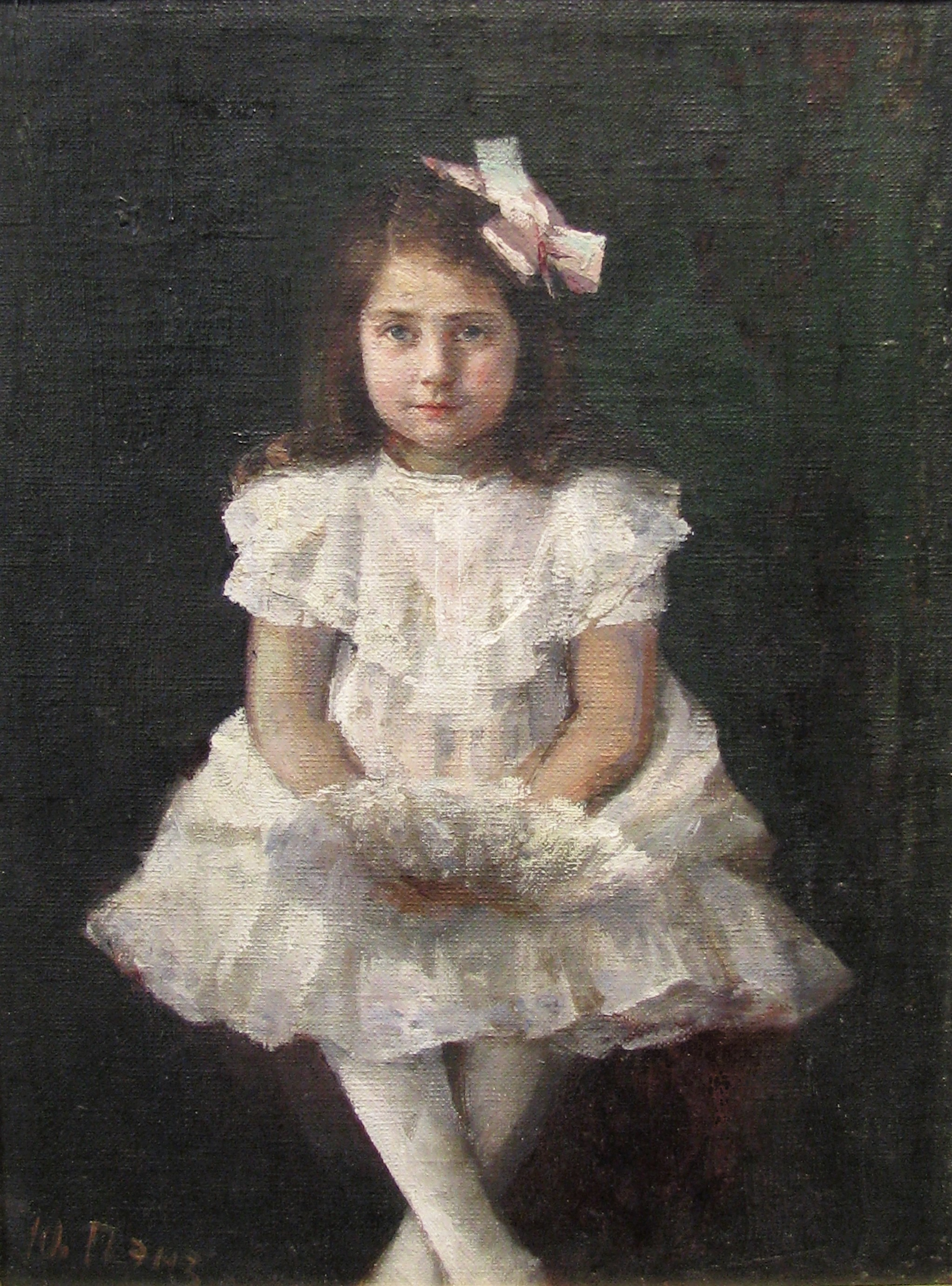
子供の肖像画(1903)
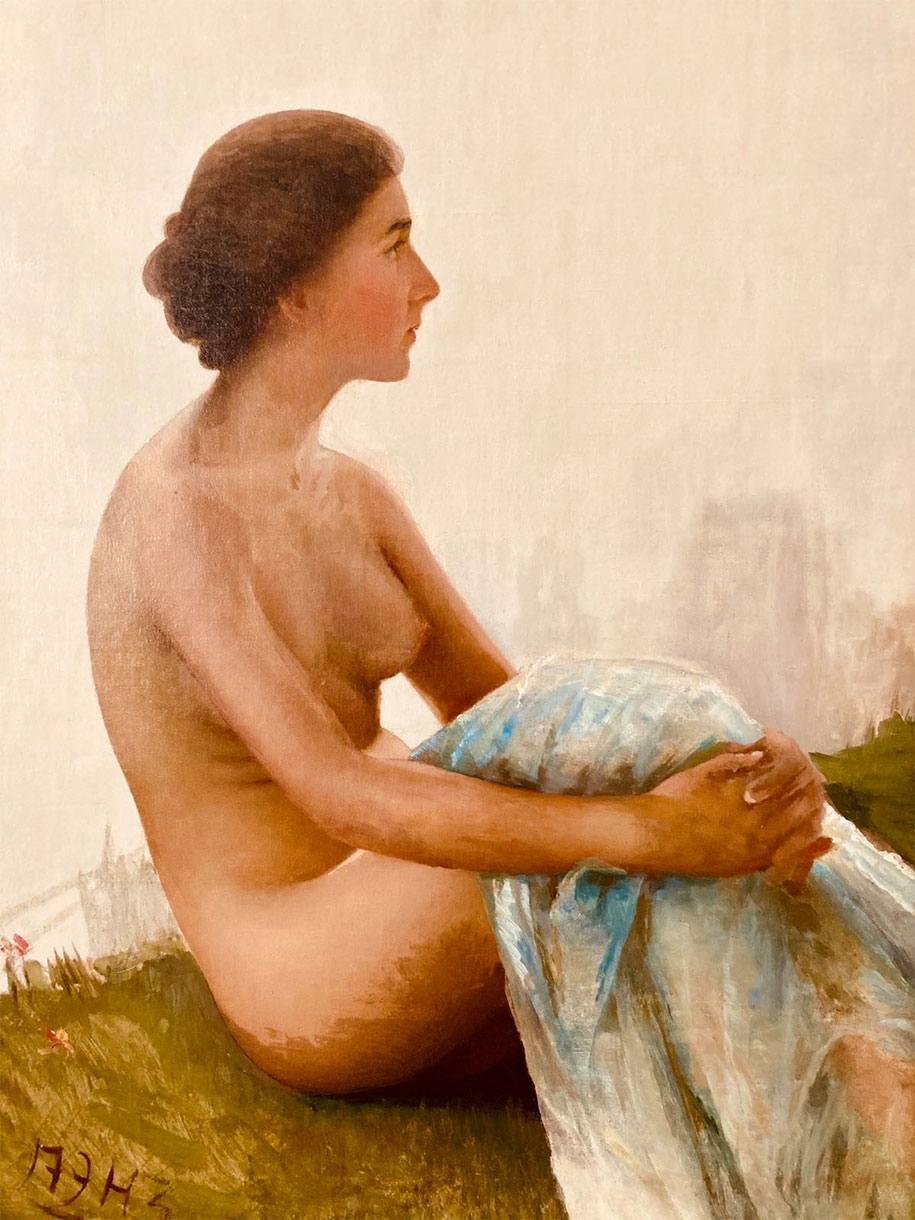
女性の人物画(1900s)
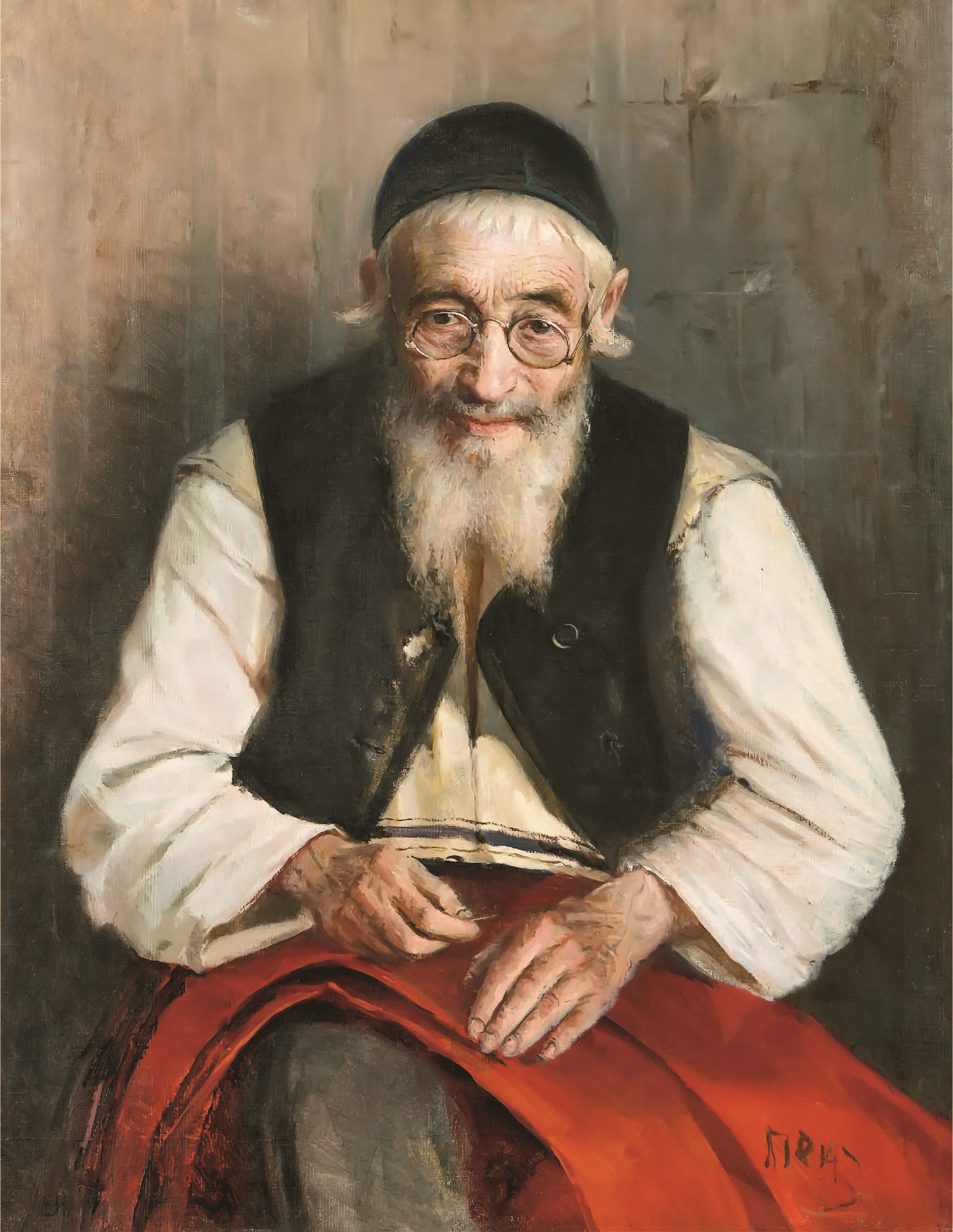
老齢の仕立て屋(1910s)
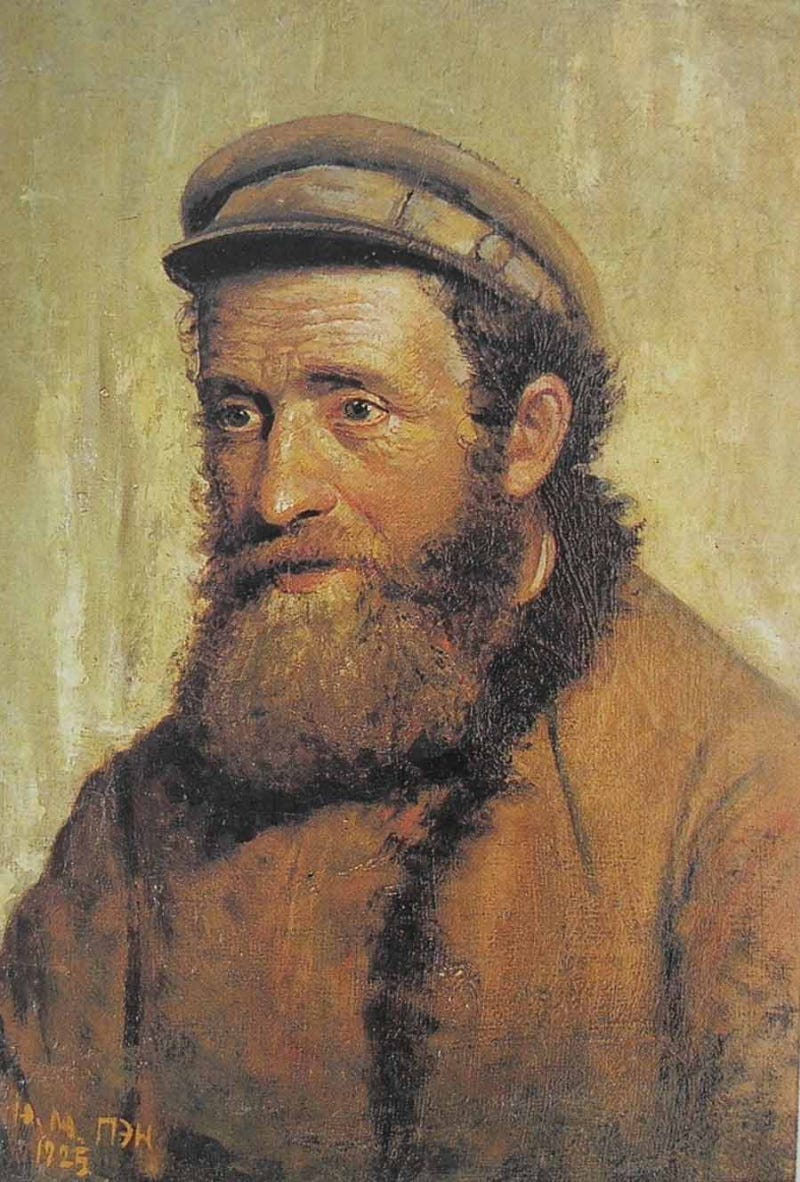
男性の肖像画(1925)

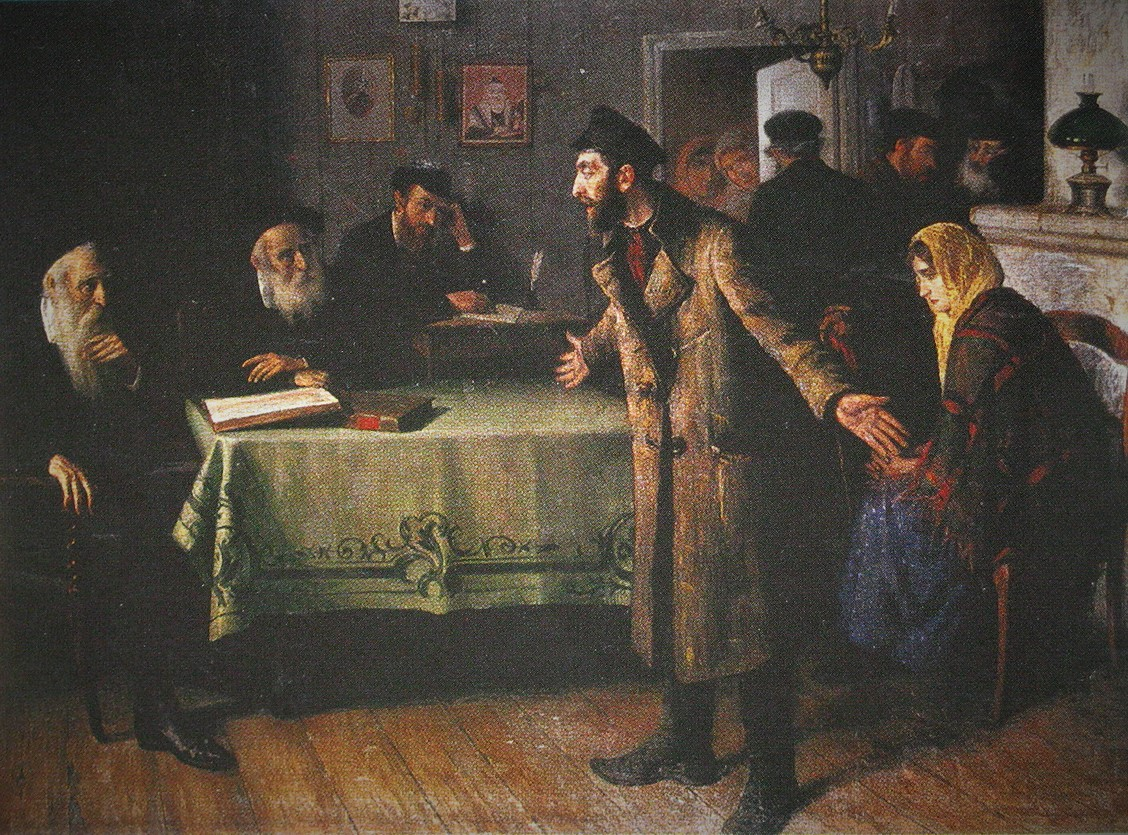
離婚の主張
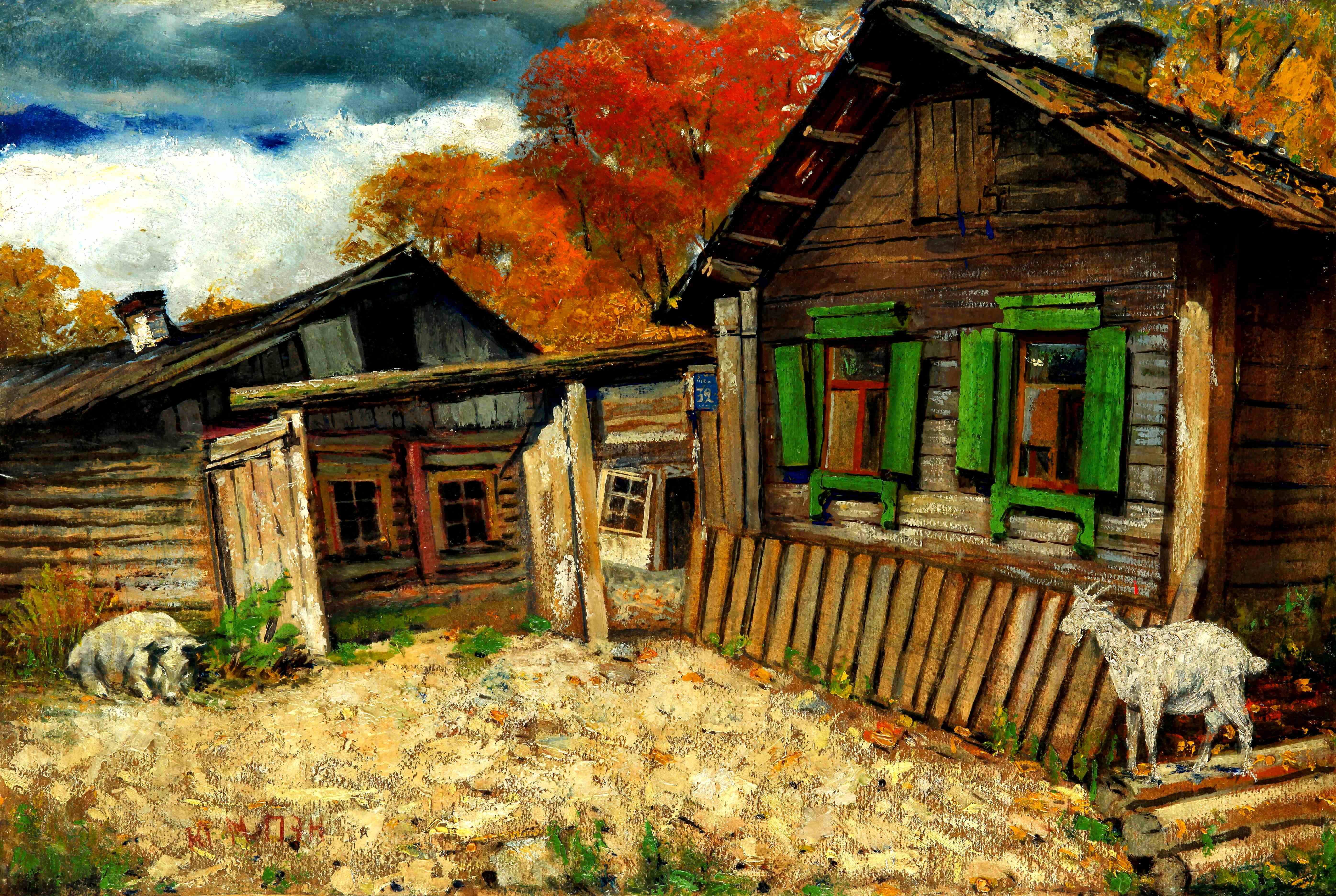
山羊のいる家(1920s)
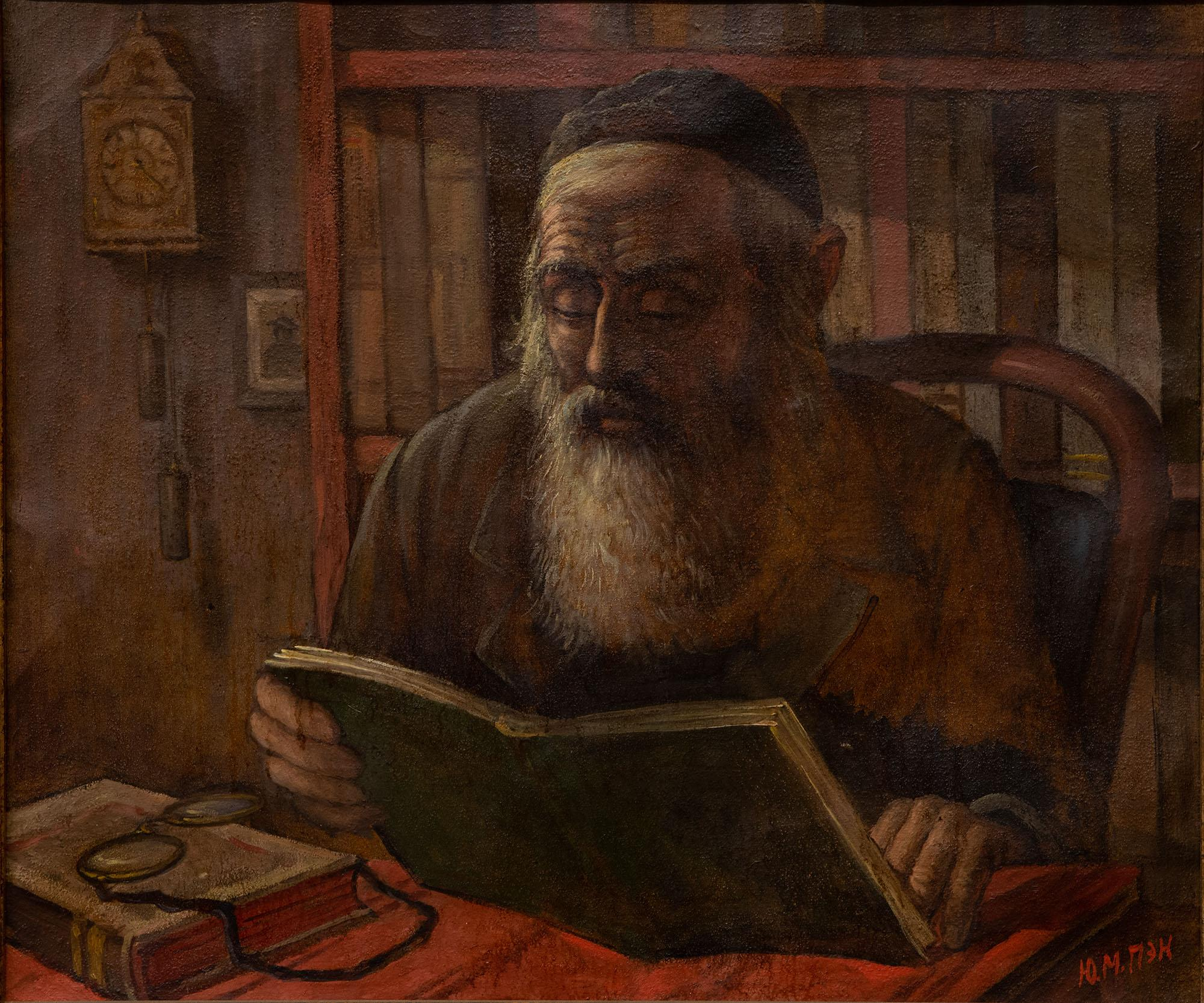
トーラーを学ぶ人()